# Mindenki rejteget valamit
A Mindenki rejteget valamit (Rose's Turn) a Született feleségek (Desperate Housewives) című amerikai filmsorozat százhetedik epizódja. Az Amerikai Egyesült Államokban először az ABC (American Broadcasting Company) adó vetítette 2009. április 26-án.

## Az epizód cselekménye
Gabrielle úgy dönt, hogy belép egy kertészeti egyletbe, hogy pletykálhasson és italozhasson, ám ehhez Tomra is szüksége van. Andrew nem hisz Orsonnak, aki azt ígéri, hogy megváltozik és boldoggá teszi Bree-t. Carlos egy kínos baleset folytán meztelenül látja Lynette-et, s emiatt a két család közös vacsorája furcsán sikerül. Susan a depressziós Dave-nél talál egy pisztolyt, s azt hiszi, hogy a férfi öngyilkos akar lenni. Így hát ellopja a fegyvert, emiatt azonban bajba kerül, amikor egy rendőr igazoltatja. Katherine igazán megrémiszti Mike-ot, amikor azt mondja neki, hogy vele akarja leélni az életét. Dave eközben megtudja, hogy nem Mike ölte meg a feleségét és a kislányát...

## Mellékszereplők
- Mason Vale Cotton - M.J. Delfino
- Gloria LeRoy - Rose Kemper
- Sarah Knowlton - Patty Rizzo
- Matt Malloy - Dr. Kagen

## Mary Alice epizódzáró monológja
- A narrátor, Mary Alice monológja az epizód végén így hangzik (a magyar változat alapján):

"Az a helyzet, hogy mindenki csinálja. Mindenki próbálja leplezni, amit nem akar, hogy mások meglássanak. Asszonyok rejtegetik a kötődés iránti vágyukat, férfiak titkolják a növekvő bizonytalanságukat, feleségek palástolják mélységes megvetésüket. Hétköznapi emberek, hogy rejthetik valós érzéseiket ilyen sikeresen véka alá? Nem kell hozzá más, csak egy barátságos gesztus és egy terv."

## Érdekességek
- Habár ez a rész a sorozat százhetedik része, ez a századik epizód, amiben a Bree Hodge-ot alakító Marcia Cross szerepel, mert a harmadik évadban terhessége miatt hét epizódból kimaradt.

## Epizódcímek más nyelveken
- Angol: Rose's Turn (Rose fordulata)
- Francia: Tom, dans le jardin du bien et du mal  (Tom, a jó és a rossz kertjében)
- Olasz: Verità nascoste (Rejtett igazságok)